# M51 (Mashreq)
De M51 is een secundaire noord-zuidroute in het Internationaal wegennetwerk van de Arabische Mashreq, die door de Mediterraanse oostkust loopt. De weg begint bij de Turkse grens bij Kassab en loopt daarna via Latakia, Tartous, Tripoli en Beiroet naar Naqoura, vlak bij de gesloten Israëlische grens. Daarbij voert de weg door twee landen, namelijk Syrië en Libanon. 

## Nationale wegnummers
De M51 loopt over de volgende nationale wegnummers, van noord naar zuid:
| Nummer  | Tracé             |
| Syrië   | Syrië             |
| ------- | ----------------- |
| 1       | Turkije - Latakia |
| M1      | Latakia - Tartous |
| 2       | Tartous - Libanon |
| Libanon |                   |
| ?       | Syrië - Naqoura   |

M5 · 
M7 · 
M9 · 
M10 · 
M15 · 
M20 · 
M25 · 
M30 · 
M35 · 
M40 · 
M45 · 
M47 · 
M50 · 
M51 · 
M55 · 
M60 · 
M65 · 
M67 · 
M70 · 
M75 · 
M80 · 
M90 · 
M100